# Muertos Vivos
Muertos Vivos è il quinto album in studio del gruppo musicale canadese Gob, pubblicato nel 2007.

## Tracce
Tutte le tracce sono state scritte da Thomas Thacker, eccetto dove indicato.

1. We're All Dying – 3:26
2. War is a Cemetery – 3:13
3. Dead End Love – 3:22
4. Prescription – 3:03
5. Underground – 3:35
6. Still Feel Nothing – 4:38
7. Banshee Song – 4:41
8. 18 – 4:19
9. About My Summer – 3:45
10. Face the Ashes (Theo Goutzinakis) – 3:30
11. Open Wounds – 3:52
12. Wake Up – 4:13

Tracce bonus
1. Girl A – 3:40
2. Embitter Me Sweet – 5:39

## Formazione
- Tom Thacker - chitarra, voce
- Theo Goutzinakis - chitarra, voce (in Face the Ashes), cori
- Gabe Mantle - batteria, percussioni
- Tyson Maiko - basso